# Fujio Mitarai

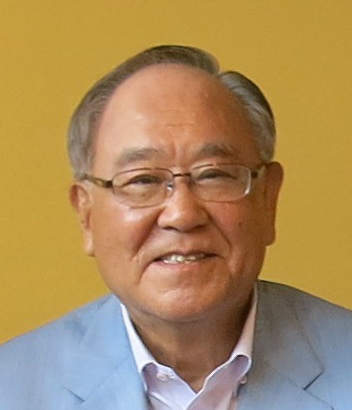
Fujio Mitarai (2015)

Fujio Mitarai (jap. 御手洗 冨士夫, Mitarai Fujio; * 23. September 1935 in Kamae (heute: Saiki), Präfektur Ōita, Japan) ist Präsident von Canon. Er war von Mai 2006 bis Mai 2010 Chef des japanischen Wirtschaftsverbands Nippon Keidanren.
Mitarai arbeitet seit April 1961 für Canon. Davor studierte er an der Chūō-Universität.
Schon fünf Jahre nach dem Beginn seiner Karriere wurde Fujio Mitarai von seinem Onkel Takeshi Mitarai, der ein Mitbegründer von Canon war, in die USA geschickt. Dort sollte er später als Vorsitzender von Canon USA den Kameraherstellern Nikon und Pentax Konkurrenz machen. Die letzteren dominierten zu dieser Zeit den US-amerikanischen Fotoapparatemarkt, während Canon nur sieben Beschäftigte im Land hatte.